# Walter Pichler
Walter Pichler (Deutschnofen, 1 oktober 1936 – Tirol, 16 juli 2012) was een Oostenrijkse avantgardistische architect, beeldhouwer, tekenaar en conceptuele kunstenaar.

## Leven en werk
Walter Pichler werd geboren in Deutschnofen (Italiaans: Nova Ponente) in de Italiaanse provincie Bozen-Zuid-Tirol. De familie trok in 1940, gedurende de Tweede Wereldoorlog, weg uit Mussolini-Italië naar Telfs in de Oostenrijkse deelstaat Noord-Tirol. Hij bezocht in Innsbruck de Bundesgewerbeschule, maar wilde meer (zijn grootvader was een smid en zijn vader een schoenmaker) dan gewoon een handwerker zijn, al is hij levenslang een liefhebber van de werkplaats gebleven. In 1959 sloot hij zijn studie aan de Akademie für angewandte Kunst in Wenen af. In 1959 trok hij eerst naar Parijs, waar hij beeldhouwkunst studeerde, en vervolgens in 1963 naar New York, waar hij tot 1964 bleef. In 1966 was hij gedurende enige tijd gastdocent aan de Rhode Island School of Design en in 1968 werd hij uitgenodigd voor de 4.documenta in Kassel.
In 1972 kocht Pichler een boerderij in Sankt Martin an der Raab in de Oostenrijkse deelstaat Burgenland, dicht bij het drielandenpunt Oostenrijk-Hongarije-Slovenië. De kunstenaar bouwde geen sculpturen voor zijn gebouwen. Hij construeerde bouwwerken of reconstrueerde gebouwen om zijn sculpturen te huisvesten. Ieder huis, elk gebouw heeft zo zijn eigen functie. De sculpturen zijn niet te koop, ze moeten in de speciaal geconstrueerde omgeving blijven. De potentiële koper moet het met een door Pichler gemaakte tekening doen.
Pichler vertegenwoordigde in 1982 uitgenodigd Oostenrijk bij de Biënnale van Venetië. In 1985 werd hij met de Grote Oostenrijkse Staatsprijs onderscheiden.

## Architect/beeldhouwer
Pichlers eerste beeldhouwwerken dateren van 1959 en in de daarop volgende jaren schiep hij architectuurontwerpen voor stadsontwikkeling. Samen met de architect Hans Hollein presenteerde hij in 1963 utopische architectuurmodellen in de Galerie nächst St.Stephan in Wenen. Hij schreef boeken over architectuur en werkte enige tijd ook als boekontwerper bij de uitgever Residenz in Salzburg. Van 1965 tot 1967 gaf hij met Hans Hollein, Gustav Peichl en Günther Feuerstein het visionaire tijdschrift Bau, Schrift für Archtektur und Städtebau uit. In 1965 was hij met Hans Hollein en Ernst Graf de inzender van het project Mimimalumwelt, een multifunctionele telefooncel. In 1967 organiseerde het Museum of Modern Art in New York de expositie Visionary Architecture van Pichler, Hollein en Raimund Abraham. Hij presenteerde in hetzelfde jaar zijn beroemde TV-Helm, een draagbare woonkamer. Het was de tijd van de op sciencefiction en de ruimtevaart gebaseerde sculpturen.

## Prototypes
De meest bekend geworden werken van Pichler zijn de Prototypes, waaraan hij begon in 1966 (de nummers 1, 3, 5 en 6), waarop door architecten en kunstenaars zeer positief werd gereageerd. In 1967 volgden de nummers 2, 4, 7 en 8, die in 1968 met de eerder gecreëerde Prototypes werden tentoonsteld in Innsbruck en Wenen. Een volgende expositie beleefde Pichler in 1968 tijdens de documenta 4 in Kassel. De Prototypes zijn kunstwerken in het overgangsgebied tussen architectuur, sculptuur en design. Zij worden gerekend tot de zogenaamde conceptuele kunst en waren een sociale en politieke afspiegeling van de maatschappelijke veranderingen gedurende de jaren 60 van de 20ste eeuw. Hij paste voor zijn werken industrieel vervaardigde materialen als hout, kunststof en aluminium toe met gebruikmaking van technieken uit de werktuigbouwkunde, zoals pneumatische apparatuur. De complete serie werken werd in 1998
aan het publiek getoond tijdens een expositie die werd georganiseerd door de Generali-Foundation. De werken waren een inspiratiebron voor de ontwerpen van architecten als Coop Himmelb(l)au en Haus-Rucker-Co.
Pichler heeft hem aangeboden professoraten in Zürich en Stuttgart afgeslagen, hij wilde geen staatskunstenaar zijn en zijn eigen weg in het leven volgen.

## Dood
Walter Pichler stierf op 16 juli 2012 op 75-jarige leeftijd na langdurige ziekte.